# Créthée
Dans la mythologie grecque, Créthée (en grec ancien Κρηθεύς / Krêtheús) est le fils d'Éole, le fils d'Hellen, et d'Énarété.

## Mythologie
Marié à sa nièce la nymphe Tyro, fille de son frère Salmonée, il devient le père d'Éson, de Phérès et d'Amythaon. Il est également le père de Myrina,. Il adopte aussi les deux enfants que sa femme avait eus de Poséidon avant son mariage, Nélée et Pélias. Il est considéré comme le fondateur de la cité d'Iolcos en Thessalie, la ville de Jason et de Pélias.